# پریگورودنی (بارنائول، سرزمین آلتای)
پریگورودنی (به لاتین: Prigorodny) یک منطقهٔ مسکونی در روسیه است که در بارنائول واقع شده‌است.